# Major Payne
Major Payne (no Brasil: Pelotão em Apuros) é um filme americano de comédia de ação lançado em 1995 dirigido por Nick Castle. O filme é um remake de The Private War of Major Benson de 1955, com Charlton Heston.

## Sinopse
Major Benson Winifred Payne (Damon Wayans) é um fuzileiro das forças armadas, considerado uma máquina assassina de guerra, que retorna de uma violenta, mas bem sucedida operação na América do Sul, apenas para descobrir que ele não foi novamente promovido a tenente-coronel. Payne recebe uma dispensa honrosa com o argumento de que "as guerras do mundo não são mais lutadas nos campos de batalha", e que suas habilidades militares já não são necessárias.
Depois que ele sai do exército, Payne considera insuportável a vida como civil. Para tentar melhorar a situação, ele se inscreve para um trabalho de agente de polícia, no entanto, durante o teste para ver como tratar ocorrências de disputas e violência doméstica, Payne bate em um homem que agrediu a esposa. Ele é colocado na prisão sob a acusação de agressão.
Seu ex-general visita Payne e informa-o de que tem garantido um trabalho que vai colocá-lo de volta no serviço militar. Ele é devolvido ao regime militar como comandante da Academia Madison em Virgínia, para treinar os jovens oficiais da reserva, um grupo desordenado que têm deixado por oito anos a academia em último lugar nos Jogos Militares da Virgínia.

## Elenco
- Damon Wayans — Major Benson Winifred Payne
- Karyn Parsons — Emily Walburn
- Albert Hall — General Decker
- Steven Martini — Cadete Alex Stone
- Andrew Leeds — Cadete Dotson
- Damien Wayans — Cadete Deak Williams
- Chris Owen — Cadete Wuligar
- Stephen Coleman — Cadete Leland
- Mark Madison — Cadete Fox
- Peyton Chesson-Fohl — Cadete Sgt. Johnson
- Orlando Brown — Cadete Kevin "Tiger"
- Bam Bam Bigelow — Biker (não-creditado)

## Recepção

### Crítica
No site agregador de críticas Rotten Tomatoes, 27% das 11 resenhas dos críticos são positivas.

### Bilheteria
O filme estreou em 2º lugar atrás de Outbreak com $7 milhões em sua semana de estreia. Major Payne teve $30.1 milhões mundialmente.